# Дашков, Олег Николаевич
Олег Николаевич Дашков (р. 17 апреля 1976, Самара) — российский шашист, специализирующийся в игре на малой доске (шашки-64). Международный гроссмейстер с 2008 года. Чемпион мира по русским шашкам по версии МАРШ 2001 года и по версии ФМЖД 2011 года, чемпион Европы по русским шашкам 2010 года, победитель Всемирных интеллектуальных игр 2008 года в бразильских шашках, чемпион мира 2007 года по молниеносной игре в русские шашки.

## Спортивная карьера
Первым тренером Олега Дашкова был А. В. Драгунов. В 1992 году Олег стал мастером спорта России. На следующий год он одержал победу на чемпионате мира среди юношей по версии Международной ассоциации русских шашек (МАРШ).
В 1995 году Дашков стал национальным гроссмейстером, а в 1996 году получил звание международного мастера. За время службы в армии неоднократно становился победителем и призёром чемпионатов Вооружённых сил России. В 1999 году он выиграл международный турнир в Электростали. Наконец, в 2001 году в Самаре он стал чемпионом мира по русским шашкам по версии МАРШ, поделив первое место с  Александром Шварцманом.
На пик карьеры Дашков вышел в 2007—2008 годах. В 2007 году он стал чемпионом мира ФМЖД в молниеносной игре в бразильские шашки и серебряным призёром чемпионата мира с классическим контролем времени в Саарбрюккене, а также бронзовым призёром чемпионата Европы по молниеносной игре в русские шашки в Днепропетровске. В 2008 году он выиграл чемпионат России по русским шашкам (с классическим и укороченным лимитом времени), чемпионат Европы по молниеносной игре в русские шашки в Челябинске и турнир по бразильским шашкам в рамках Всемирных интеллектуальных игр в Пекине, где по пути к титулу победил в плей-офф действующего чемпиона мира Николая Стручкова. В этом же году он завоевал командный Кубок Европы по молниеносной игре в составе клуба «Челиндбанк» (Челябинск). С 2008 года Дашков носит звание международного гроссмейстера. По итогам 2008 года он первым в мире был удостоен шашечного «Оскара» «за выдающиеся достижения в шашках-64».
В 2009 году Дашков добавил к своим титулам серебряную медаль чемпионата мира по блицу (русские шашки), а на следующий год — звание чемпиона Европы по русским шашкам с классическим контролем времени. В 2011 году он завоевал чемпионское звание на чемпионате России, а затем и на чемпионате мира ФМЖД.

## Статистика выступлений в индивидуальных соревнованиях с классическим контролем времени
| Год  | Уровень | Вариант        | Место           | Турнир/матч                 | Результат | Место |
| ---- | ------- | -------------- | --------------- | --------------------------- | --------- | ----- |
| 2001 | ЧМ      | Русские (МАРШ) | Самара          | Турнир                      | 11,5/17   | 1a    |
| 2007 | ЧЕ      | Русские        | Днепропетровск  | Турнир (швейц. + плей-офф)b | 2+4=1-    | 10—15 |
| 2007 | ЧМ      | Бразильские    | Саарбрюккен     | Турнир (швейц. + плей-офф)  | 4+5=1-c   | 2     |
| 2008 | ЧЕ      | Русские        | Челябинск       | Турнир (швейц. + доп.круг.) | 2+7=1-d   | 5     |
| 2008 | ВИИ     | Бразильские    | Пекин           | Турнир (швейц. + плей-офф)  | 5+4=1-e   | 1     |
| 2008 | ЧМ      | Бразильские    | Ресифи          | Турнир (швейц. + плей-офф)b | 2+4=1-    | 9—12  |
| 2009 | ЧМ      | Русские        | Челябинск       | Турнир (швейц.)             | 2+6=1-    | 7     |
| 2010 | ЧЕ      | Русские        | Солнечный берег | Турнир (швейц.)             | 4+5=0-    | 1     |
| 2011 | ЧМ      | Русские        | Санкт-Петербург | Турнир (швейц.)             | 4+5=0-    | 1     |
| 2012 | ВИИ     | Бразильские    | Лилль           | Турнир (швейц.)             | 4+5=0-    | 3     |
| 2013 | ЧМ      | Русские        | Санкт-Петербург | Турнир (швейц.)             | 3+6=0-    | 4f    |

a Делёжка первого места с  А. Шварцманом

b Не прошёл в плей-офф

c 4+2=1- и третье место в турнире по швейцарской системе, ничьи в 1/4 финала, 1/2 финала и финале против  Н. Стручкова

d 2+5=0- в турнире по швейцарской системе, 0+2=1- в дополнительном круговом турнире для определения финалиста

e 4+2=1- в турнире по швейцарской системе, ничьи в 1/4 финала и финале против  И. Доски, победа в полуфинале

f Делёжка 2—7 мест с 12 очками, 4-е место по дополнительным показателям